# Саут Бенд (Вашингтон)
Саут Бенд (на английски: South Bend) е град в окръг Пасифик, щата Вашингтон, САЩ. Саут Бенд е с население от 1807 жители (2000) и обща площ от 5,7 km². Намира се на 17 m надморска височина. ЗИП кодът му е 98586, а телефонният му код е 360.